# Joël Robuchon
Joël Robuchon (Poitiers, Francia; 7 de abril de 1945-Ginebra, Suiza; 6 de agosto de 2018) fue un cocinero francés de fama reconocida internacionalmente. Fue el muy famoso cocinero del restaurante "Jamin" en París. Escribió diversos libros de cocina especializados y poseía una amplia cadena de restaurantes a lo largo de todo el mundo. Con un total de 32 en sus diversos restaurantes, Robuchon era además el chef con más estrellas Michelin de la historia.

## Restaurantes
- Asia

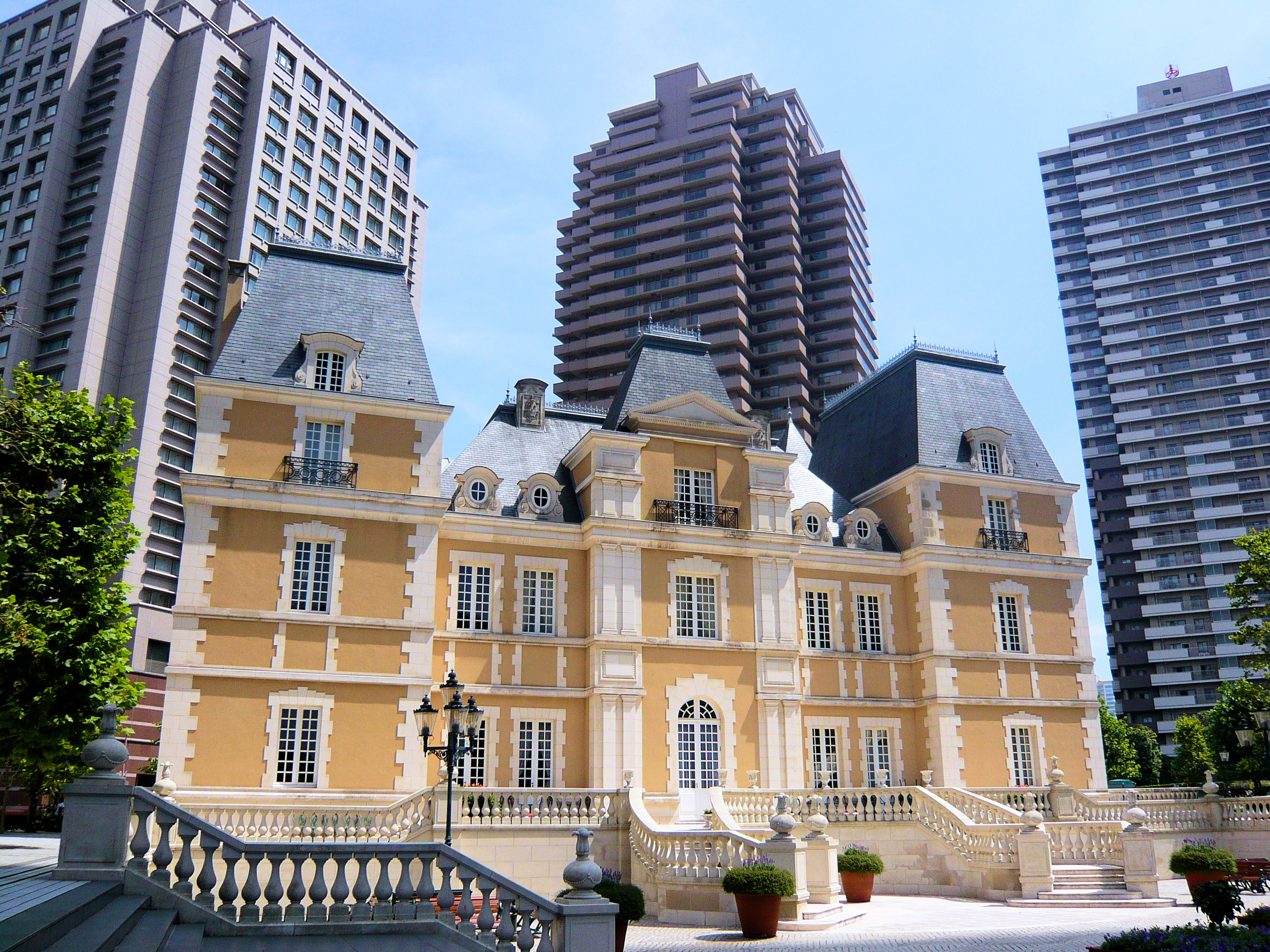
Los restaurantes de Robuchon en Tokio se encuentran en Ebisu Garden Place

  - Bangkok - L'Atelier de Joël Robuchon (1 estrella Michelin)
  - Hong Kong - L'Atelier de Joël Robuchon (3 estrellas Michelin), Salon de Thé de Joël Robuchon
  - Macao- Robuchon au Dôme (3 estrellas Michelin)
  - Shanghái - L'Atelier de Joël Robuchon (2 estrellas Michelin), Salon de Thé de Joël Robuchon
  - Singapur - L'Atelier de Joël Robuchon (2 estrellas Michelin), Restaurant de Joël Robuchon (3 estrellas Michelin)
  - Taipéi - L'Atelier de Joël Robuchon (1 estrella Michelin), Salon de Thé de Joël Robuchon
  - Tokio - L'Atelier de Joël Robuchon (2 estrellas Michelin), La Table de Joël Robuchon (2 estrellas Michelin), Le Chateau de Joël Robuchon (3 estrellas Michelin)
- Europa
  - Bordeaux - La Grande Maison de Joël Robuchon
  - Londres - L'Atelier de Joël Robuchon (1 estrella Michelin), La Cuisine de Joël Robuchon (1 estrella Michelin)[3]
  - Mónaco - Restaurant de Joël Robuchon (2 estrellas Michelin), Yoshi (1 estrella Michelin)
  - París - L'Atelier de Joël Robuchon (2 estrellas Michelin), La Table de Joël Robuchon (2 estrellas Michelin)
- Norteamérica
  - Las Vegas - L'Atelier de Joël Robuchon (1 estrella Michelin), Joël Robuchon (3 estrellas Michelin)
  - Montreal - L'Atelier de Joël Robuchon (en el Casino de Montreal)
  - Nueva York - L'Atelier de Joël Robuchon, Le Grill de Joël Robuchon (closed)[4]
  - Miami - L'Atelier de Joël Robuchon (2 estrellas Michelin)[5]

## Premios
- Mejor restaurante francés, mejor chef de Las Vegas, Las Vegas Life International Epicurean Awards[6]
- "3 Stars", Las Vegas Michelin Guide[7]
- "Hot Tables", CondeNast Traveller
- Five-Star Award, 2006-2011 Forbes Travel Guide
- Mejor restaurante francés en Las Vegas, 2006–2010, Hotel Concierge Association.
- Premio Laurent Perrier 2009 Lifetime Achievement en The S. Pellegrino Los 50 mejores restaurantes del mundo 2009

## Libros de cocina
Robuchon ha publicado numerosos libros de cocina en francés y en inglés, algunos de ellos son:
- Simply French: Patricia Wells Presents the Cuisine of Joel Robuchon[8]
- Tout Robuchon[9] (published as The Complete Robuchon in English)
- Joël Robuchon Cooking Through the Seasons[10]
- La Cuisine de Joël Robuchon: A Seasonal Cookbook[11]
- L'Atelier of Joël Robuchon: The Artistry of a Master Chef and His Protégés[12]
- Le Grand Larousse Gastronomique[13]
- Food and Life[14]
- My Best: Joël Robuchon[15]
- Grand Livre de Cuisine de Joël Robuchon[16]
- French Regional Food[17]
- Robuchon Facile[18]
- Le Meilleur & Le Plus Simple de Robuchon: 130 recettes[19]
- Le Meilleur & Le Plus Simple de la France: 130 recettes[20]
- Le Meilleur & Le Plus Simple de la pomme de terre: 100 recettes[21]
- Ma Cuisine Pour Vous[22]
- Cuisine des Quatre Saisons[23]
- Larousse Vegetables & Salads[24]
- Emotions Gourmandes[25]
- Les Dimanches de Joël Robuchon[26]
- Il Grande Libro di Cucina di Joël Robuchon[27]
- Best of Joel Robuchon[28]
- Bon Appétit Bien Sûr: 150 recettes à faire à la maison[29]